# ياسمين جيلجو
ياسمين جيلجو (بالبوسنوية: Jasmin Geljo)‏ هو ممثل بوسني، ولد في 18 سبتمبر 1959 في البوسنة والهرسك.

## وصلات خارجية
- ياسمين جيلجو على موقع IMDb (الإنجليزية)
- ياسمين جيلجو على موقع قاعدة بيانات الفيلم (الإنجليزية)